# Eurobank Ergasias
Eurobank Ergasias SA este o bancă din Grecia. În februarie 2007, Eurobank era a doua bancă din Grecia, cu active de circa 50,4 miliarde euro. În iunie 2009, banca aveea o rețea proprie de peste 1.700 de sucursale și puncte de vânzare.
Grupul deține banca bulgărească Post Bank, care în 2015 a cumpărat Alpha Bank Bulgaria. Mai deține Eurobank Cipru și Eurobank Serbia.
În 2012 Eurobank a vândut pachetele majoritare la Polbank din Polonia și Tekfenbank din Turcia, iar in 2016 a vândut Universal Bank din Ucraina.

## Bancpost
Compania a deținut Bancpost din 2003. În 2016  Bancpost avea  147 de sucursale, 5 centre regionale și 7 centre de afaceri. În martie 2009, activele totale gestionate de grup în România se ridicau 6 miliarde euro, față de 4,4 miliarde de euro în martie 2008.
În aprilie 2018 Banca Transilvania a cumpărat 99% din pachetul de acțiuni al Bancpost, ERB Retail IFN și ERB Leasing IFN pentru 226 milioane euro.